# Calamus leptospadix
Calamus leptospadix är en enhjärtbladig växtart som beskrevs av William Griffiths. Calamus leptospadix ingår i släktet Calamus och familjen Arecaceae. Inga underarter finns listade i Catalogue of Life.